# Перевалов, Виктор Порфирьевич
Ви́ктор Порфи́рьевич Перева́лов (17 февраля 1949, Ленинград — 5 июля 2010, Санкт-Петербург) — советский и российский киноактёр.

## Биография
Родился 17 февраля 1949 года в Ленинграде в семье санитарки и работника торговли. В семье также воспитывались старшие братья. В конце 1960-х — начале 1970-х служил в армии в войсковой части в Стекольном близ Ульяновки (Тосненский район). В начале 1970-х годов женился. В ноябре 1973 года у него родилась дочь Елена. В 1990 году родилась внучка Мария.
В кино с восьми лет, первая роль — в короткометражном фильме «Тамбу-Ламбу».
Один из самых популярных детей-актёров советского кино. Последнюю большую роль сыграл в 1977 году в фильме «Трактир на Пятницкой», после чего в кино снимался практически в одних эпизодах. Работал грузчиком, водителем, кровельщиком. Работал в ленинградском метрострое. Вернулся в кино в 2006 году, сыграв сразу главную роль деревенского философа по прозвищу «Экклезиаст» в фильме «Граффити», после снимался в небольших ролях.
Скончался на 62-м году жизни от осложнений, вызванных хронической обструктивной болезнью лёгких 5 июля 2010 года. Похоронен на кладбище Памяти жертв 9-го января в Санкт-Петербурге.

## Фильмография
- 1958 — Тамбу-Ламбу — Вовка
- 1958 — Город зажигает огни — Вова
- 1959 — Марья-искусница — Иванушка, Марьин сын
- 1959 — Сомбреро — Вовка-пестик
- 1961 — Балтийское небо — Слава
- 1961 — Старожил — Андрей Крутиков
- 1966 — Долгая счастливая жизнь — театрал без билета
- 1966 — Земля отцов — сирота
- 1966 — Республика ШКИД — Воробьев
- 1967 — Я Вас любил… — Коля Голиков
- 1967 — Браслет-2 — солдат
- 1968 — Годен к нестроевой — Володя Данилин
- 1968 — Старая, старая сказка — Принц-трубочист
- 1968 — Русские идут / Die Russen kommen (ГДР) — Игорь, русский остарбайтер
- 1969 — Золото — Толя Златоустов, ремесленник, партизан
- 1970 — На дальней точке — Петров
- 1971 — Карьера / Karriere (ГДР) — Игорь, русский остарбайтер
- 1971 — Факир на час — Коля
- 1972 — Разрешите взлёт! — милиционер
- 1972 — Дела давно минувших дней… — Коля, сержант милиции
- 1972 — Двенадцать месяцев — Май
- 1973 — Открытая книга — лаборант
- 1973 — Солёный пёс — кок
- 1973 — Цемент — трубач
- 1973 — Игра — Петухов
- 1974 — С весельем и отвагой — Коляня
- 1974 — Царевич Проша — подручный водяного палача
- 1974 — Пятёрка за лето — Тихонов, сержант милиции
- 1975 — Без права на ошибку — Глеб Заступин
- 1975 — Между небом и землёй — солдат Василий
- 1976 — Кадкина всякий знает
- 1976 — Приключения Травки — Витя, монтёр уличных фонарей
- 1976 — Длинное, длинное дело — участковый милиционер
- 1976 — Факт биографии — Виктор Зайчик
- 1976 — Будёновка — Андрей, красноармеец
- 1977 — Колыбельная для мужчин — солдат у памятника
- 1977 — Трактир на Пятницкой — Панин, сотрудник петроградского уголовного розыска в МУРе/половой
- 1977 — Это было в Коканде — Федоткин, красноармеец
- 1978 — И ты увидишь небо — Витюня
- 1978 — Сын чемпиона — Лёня Белохвостиков
- 1978 — Живите в радости
- 1979 — Инженер Графтио — красноармеец
- 1979 — Соловей — слуга
- 1979 — Вкус хлеба — Гриша Павликов
- 1981 — Опасный возраст — старшина милиции
- 1981 — Личная жизнь директора — Саша, водитель Новикова
- 1982 — Ослиная шкура — разбойник
- 1993 — Ка-ка-ду — гость
- 1994 — Игра — министр, придурок, старуха
- 2006 — Граффити — Клизя, деревенский философ по прозвищу «Экклезиаст»[2]
- 2007 — Сокровище — старичок
- 2007 — Русалка — мужчина с мегафоном
- 2007 — Литейный, 4 (серия «Говорящая татуировка») — Буров, пациент психиатрической больницы
- 2008 — Братья Карамазовы — Максимов, помещик
- 2008 — Смерть шпионам. Крым — Сеня Вилкин
- 2009 — Пелагия и белый бульдог — доктор
- 2009 — Золотая страна — Николай Васильевич Кротов
- 2009 — Морские дьяволы-3. Газовый синдром (8 серия) — водитель красного авто
- 2010 — Семейный дом — бомж на вокзале
- 2010 — Ночной таверны огонёк — Валерьянович
- 2011 — Жизнь людей (не был завершён) — дед Тарасюк
- 2011 — Хранимые судьбой — Лев Самочкин

## Призы и награды
- Приз кинофестиваля «Созвездие» (Тверь, 2007) — «За лучшее исполнение мужской роли второго плана» (роль Клизи Эклезиаста в фильме «Граффити», 2006).
- За лучшее исполнение мужской роли второго плана в фильме «Граффити» награждён медалью и дипломом в номинации «Возвращение в кино» на Иссык-Кульском Кинофестивале (2007), Республика Кыргызстан.
- За лучшее исполнение мужской роли награждён дипломом и статуэткой «Волоколамский рубеж» имени С. Ф. Бондарчука приз Международного фестиваля военно-патриотического фильма (2007).
- Медаль «За вклад в отечественную культуру» (29 января 2010 года).